# Тальцы (Селижаровский район)
Та́льцы — деревня в Селижаровском муниципальном округе Тверской области. 
Расположена в 12 километрах к юго-востоку от районного центра Селижарово, на ручье Столбец, левом притоке Волги (до неё 2,5 км). По северной границе деревни проходит автодорога 28К-1179 Ржев — Осташков.

## История
Село Тальцы известно с XV века. Варианты названия — Талицы, Димитровское в Тальцах.
Во второй половине XIX — начале XX века село Тальцы центр одноимённых волости и прихода Осташковского уезда Тверской губернии. В 1889 году здесь 28 дворов, 151 житель. В селе Успенская церковь (каменная, построена в 1808 году), земская школа (открыта в 1860 году); промыслы жителей: лесной (возка, пилка дров, сплав леса), садоводство.
В 1919 Тальцы центр волости и сельсовета Осташковского уезда, 40 дворов, 202 жителя.
В 1929 году образован колхоз «Тальцы», в 1930-е годы в селе работали ясли-сад, неполная средняя школа, пекарня, маслобойня. Велись лесозаготовки. Жители гоняли плоты по Волге до Ржева.
В 1940 году Тальцы центр Талицкого сельсовета в составе Кировского района Калининской области.
С ноября 1941-го до середины января 1942-го Тальцы были оккупированы немцами. Перед их приходом была взорвана стоявшая на горе церковь. За 2,5 месяца фашисты сожгли все дома (уцелели лишь две бани), население было вынуждено эвакуироваться за Волгу. Вернувшись, жители стали восстанавливать разрушенное хозяйство. К 1 января 1945 года было построено 16 домов, в 1947-м — новая изба-читальня.
В 1950 году образован колхоз им. Сталина. В 1955 в состав Талицкого сельсовета вошел Будаевский сельсовет. В 1958 году в результате укрупнения образовался новый колхоз — «Возрождение». В 1960-80-е годы Тальцы центр сельсовета, центральная усадьба колхоза «Возрождение».
В 1997 году — 64 хозяйства, 169 жителей. Администрация сельского округа, неполная средняя школа, ДК, библиотека, медпункт, магазин.
До 2017 года деревня являлась центром Талицкого сельского поселения, до 2020 года — в составе Селижаровского сельского поселения.

## Население
| 1859 | 1889 | 1919 | 1997 | 2002 | 2010 |
| ---- | ---- | ---- | ---- | ---- | ---- |
| 115  | ↗151 | ↗202 | ↘169 | ↘154 | ↘104 |